# Hui (alkirály)
Hui ókori egyiptomi tisztségviselő volt, Kús alkirálya a XIX. dinasztia idején, II. Ramszesz uralkodása alatt. Szétau alkirály előtt vagy után szolgált; Tjaru polgármestere is volt, valamint királyi hírvivő Hattiba. Egy felirat szerint ő kísérte Egyiptomba III. Hattuszilisz hettita király lányát, Maathórnofrurét, akit Ramszesz a hettitákkal kötött békeszerződés után feleségül vett.
Címei: II. Ramszesz rezidenciájának istállómestere; Királyi hírvivő minden idegen országba; Kús alkirálya; A déli sivatag felügyelője; Legyezőhordozó a király jobbján.
Említései:
- Felirat Asszuánnál, egy ókori útvonal mentén, a király kártusa mellett (LH 25)
- Graffito Szehelben, kétszer ábrázolják II. Ramszesz mellett (LH 26)
- Graffito Szehelben, az alkirály a király kártusát imádja, Ramszesz áldozatot mutat be Hnumnak és Anuketnek (LH 27)
- Graffito Szehelben, az alkirály a trónon ülő király előtt (LH 28)
- Graffito Szehelben, az alkirály a királyi kártust imádja (LH 29)
- Hui Hekanaht alkirály társaságában látható Buhenben egy ajtókereten. A jelenet sérült, Hui címei közül csak a legyezőhordozó látszik.
- Hui és Penmehi polgármester egy ajtókereten Buhenben
- Egy alsó-núbiai, ma Berlinben őrzött sztélé (17332), melyen Huit ülve ábrázolják; Paszer fia Heti építész áldoz neki. A szövegen Hui számos címe szerepel, és megemlítik, hogy elutazott Hattiba, hogy magával hozza „a nagy hölgyet”.

## Fordítás
- Ez a szócikk részben vagy egészben  a   Huy (Viceroy of Kush) című angol Wikipédia-szócikk ezen változatának fordításán alapul.  Az eredeti cikk szerkesztőit annak laptörténete sorolja fel. Ez a jelzés csupán a megfogalmazás eredetét és a szerzői jogokat jelzi, nem szolgál a cikkben szereplő információk forrásmegjelöléseként.